# Calendula officinalis
La calendula o calendola o fiorrancio (Calendula officinalis L., 1753) è una pianta, generalmente coltivata come annuale, della famiglia delle Asteraceae e appartenente al genere Calendula.

## Descrizione
È una pianta erbacea pubescente perenne con fusto carnoso e ramificato che può essere lungo dai 20 ai 50cm. Presenta foglie oblunghe, di un verde lucente, sessili e a margine irregolare. Durante tutta l'estate, una volta al mese appaiono grandi fiori color arancione, raggruppati in capolini; i periferici ligulati, quelli centrali ermafroditi e tubulosi.
Evidente l'etimologia dalle calendae romane, che indicano per antonomasia una ricorrenza mensile. Secondo alcuni autori ciò è dovuto alla rifioritura regolare della pianta, secondo altri alle proprietà emmenagoghe.

## Distribuzione e habitat
Secondo Luciano Guignolini "l'origine della Calendula officinalis è oscura, non è mai stata sicuramente individuata allo stato spontaneo; si ritiene che provenga dal Marocco o sia derivata da una specie diffusa nell'Europa meridionale e che giunge sino alla Persia e all'Arabia: la Calendula arvensis".
Largamente coltivata ovunque, da tempi remoti, per la fioritura ripetuta che arriva fino a novembre e la rende ideale a scopo decorativo, se ne possono trovare però esemplari inselvatichiti in ambiente mediterraneo fra 0 e 600 m sul livello del mare.

## Usi

### Uso ornamentale
Per decorare i giardini o in vaso sui terrazzi, coltivato industrialmente per la produzione del fiore reciso invernale.

### Uso alimentare
I fiori sono commestibili, essiccati e ridotti in farina, detta "Marigold".

### Uso fitoterapico
Calendula officinalis è nota in fitoterapia per le sue proprietà lenitive, antimicrobiche e cicatrizzanti ed utilizzata prevalentemente per uso esterno, nel trattamento di ferite e di problemi dermatologici.
È inoltre consigliata, sempre per uso esterno, come antinfiammatorio (in colliri e detergenti intimi) nutriente e dermoprotettivo. Per uso interno può essere assunta per le proprietà ipotensive e vasodilatatrici e la sua azione sedativa sul sistema nervoso centrale. Può rivelarsi utile anche per ristabilire il flusso mestruale diminuendone i sintomi dolori e i disturbi di natura riflessa

## Coltivazione

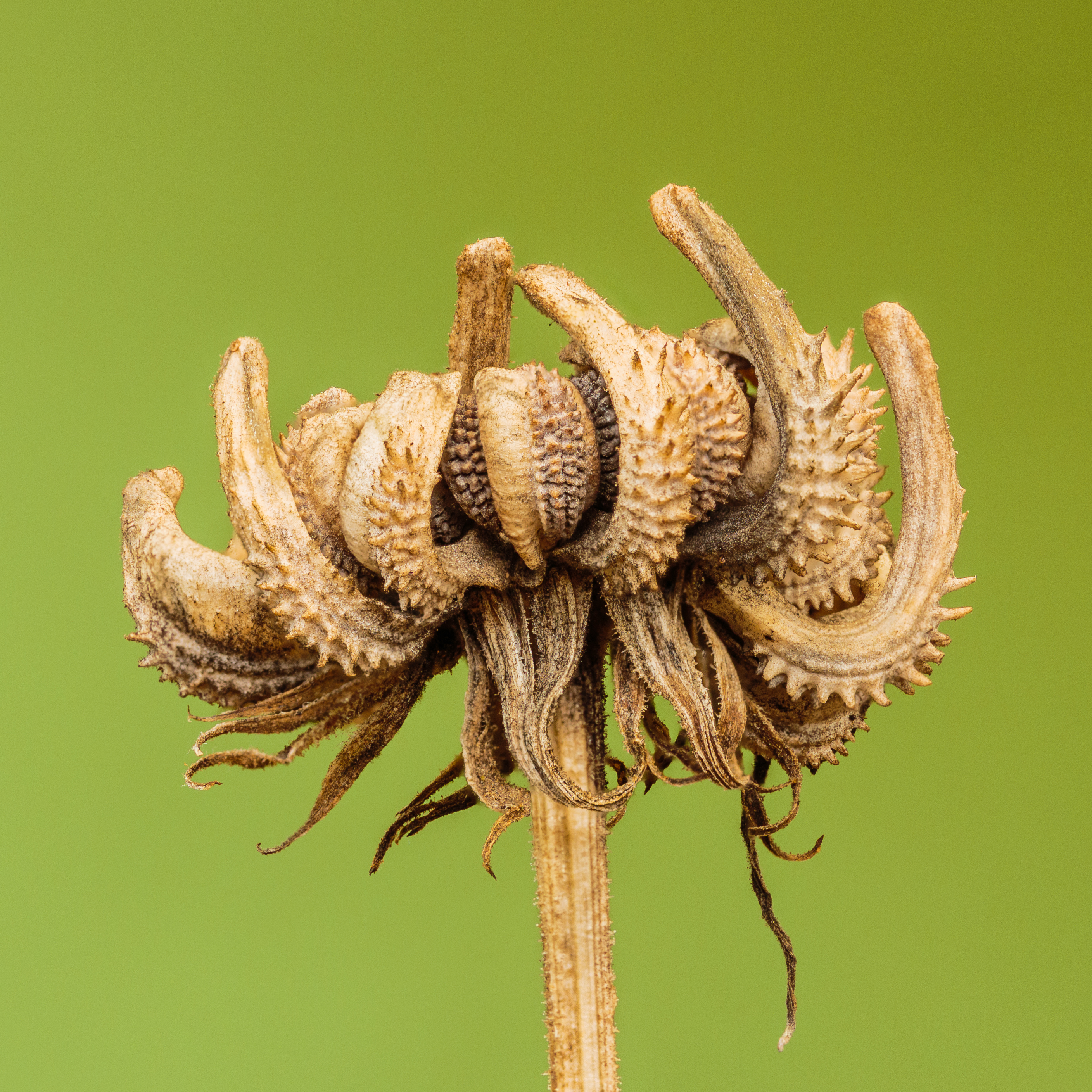
Fiore essiccato con i semi in evidenza

Gradiscono posizione soleggiata, terreno ricco e soffice, poco acido.
La moltiplicazione avviene con il seme. Nelle regioni meridionali e in Liguria si semina d'estate trapiantando o diradando le piantine in settembre-ottobre per la fioritura in novembre, che con opportuni ripari prosegue per tutto l'inverno, dando fiori più grandi rispetto alle fioriture estive portate dalle piante ottenute nelle zone a clima rigido, con la semina primaverile.
I semi sono posti sotto la corolla del fiore aranciato e hanno una forma a falce; quando il fiore appassisce e si secca divengono facilmente visibili. La loro forma permette loro, cadendo e venendo bagnati dalla pioggia, di rimanere parzialmente interrati con una punta rivolta verso l'esterno. I semi hanno, verso il lato esterno della falce, una doppia fila di protuberanze che si allontanano quando l'acqua e il caldo permettono al germoglio di cominciare a crescere, a quel punto il seme si apre proprio in corrispondenza di questa incernieratura.
In appartamento conviene gettare i semi, che possono essere prelevati direttamente dai fiori, eventualmente acquistati in erboristeria, su un vaso riempito di terriccio, successivamente coprirli con uno strato di circa 1 cm di ulteriore terriccio e bagnare abbondantemente. Preferiscono zone soleggiate, per questo conviene, se possibile, lasciare i vasi esposti verso sud in maniera da garantire sole tutto il giorno.
Le piantine appena germogliate sono facilmente riconoscibili per le due foglioline allungate, lineari e spesse come quelle dei girasoli.

## Avversità
Sono stati riscontrati attacchi da parte di funghi quali Erysiphe cichoracearum, Entyloma calendulae, Alternaria calendulae e Cercospora calendulae, Sphaerotheca fuliginea che provocano danni all'apparato fogliare.
Fra gli insetti è possibile riscontrare attacchi da parte del dittero Phytomiza atricornis, la cui larva scava sulle foglie una mina lunga e serpentiforme, e dell'afide Brachycaudus helichrysi, veicolo del virus Y della patata. Altri agenti patogeni sono Bemisia tabaci, Aphis fabae e Myzus persicae, che provocano in alcuni casi l'accartocciamento delle foglie o l'arresto dell'accrescimento dei germogli.

## Simbologia
Nel linguaggio dei fiori la calendula rappresenta il dolore, il dispiacere e le pene d'amore.